# رودولف إيزلي
رودولف إيزلي (بالإنجليزية: Rudolph Isley)‏ هو مغن مؤلف أمريكي، ولد في 1 أبريل 1939 في سينسيناتي في الولايات المتحدة.

## وصلات خارجية
- رودولف إيزلي على موقع IMDb (الإنجليزية)
- رودولف إيزلي على موقع ميوزك برينز (الإنجليزية)
- رودولف إيزلي على موقع قاعدة بيانات برودواي على الإنترنت (الإنجليزية)
- رودولف إيزلي على موقع قاعدة بيانات برودواي على الإنترنت (الإنجليزية)
- رودولف إيزلي على موقع أول ميوزيك (الإنجليزية)
- رودولف إيزلي على موقع ديسكوغز (الإنجليزية)